# Hada melanographa
Hada melanographa là một loài bướm đêm trong họ Noctuidae.